# Charles Plosser

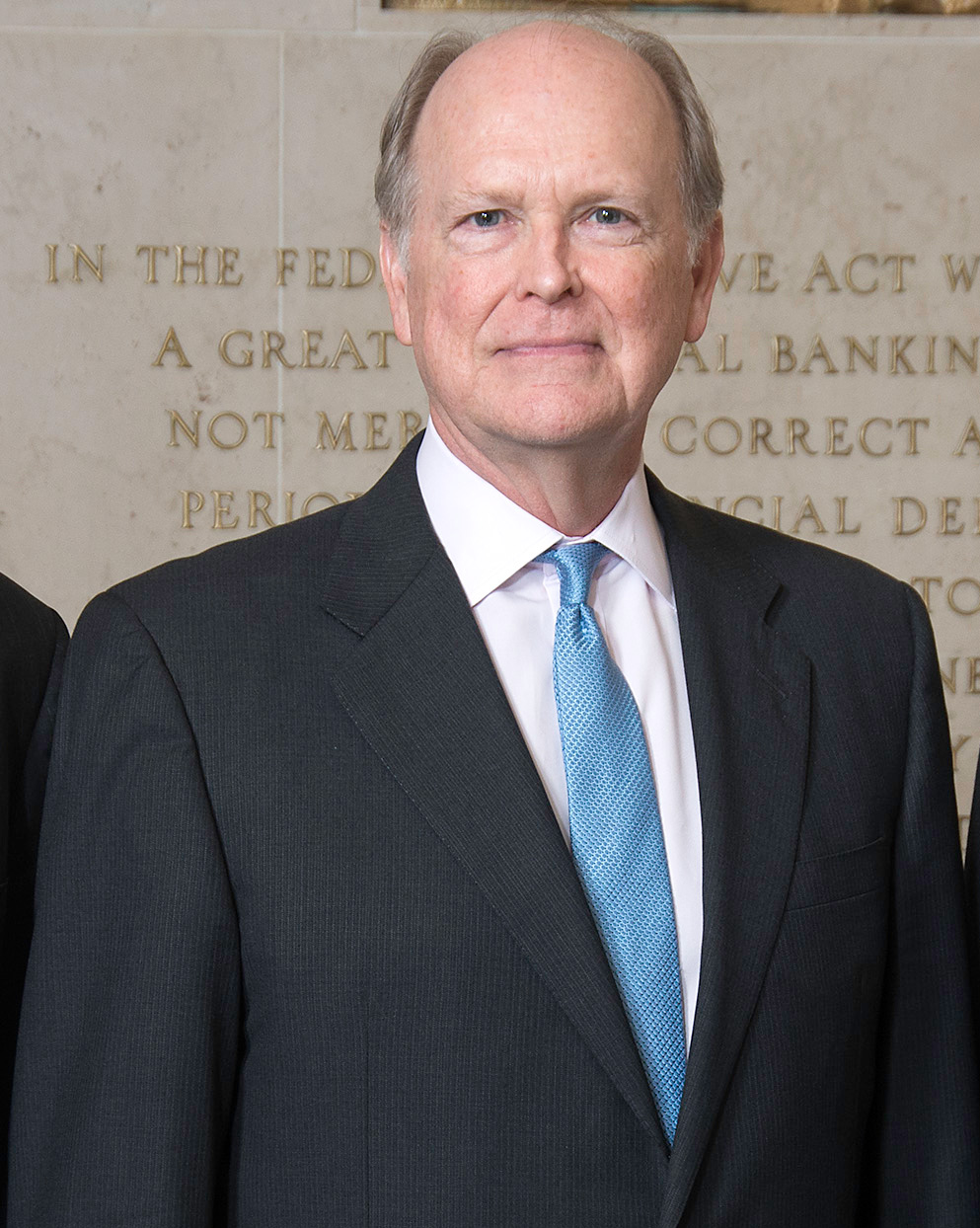
Charles Plosser

Charles Irving Plosser (* 19. September 1948 in Birmingham, Alabama) ist ein US-amerikanischer Wirtschaftswissenschaftler. Nach einer akademischen Laufbahn vornehmlich als Hochschullehrer saß der Ökonom von August 2006 bis zum 1. März 2015 der Federal Reserve Bank of Philadelphia als Präsident vor.

## Werdegang, Forschung und Lehre
Plosser studierte zunächst an der Vanderbilt University, die er 1970 mit einem Bachelor in Ingenieurwissenschaften verließ. Anschließend ging er an die University of Chicago, wo er 1972 seinen Master of Business Administration und 1976 seinen Ph.D. errang.
Nach Ende seines Studiums blieb Plosser als Lecturer zunächst an der University of Chicago, ehe er als Assistant Professor an die Graduate School of Business der Stanford University wechselte. Später folgte er einem Ruf als ordentlicher Professor an die University of Rochester. Hier war er zeitweise Leiter der William E. Simon Graduate School of Business Administration und zwischen 1993 und 2003 Dekan der wirtschaftswissenschaftlichen Fakultät. 2006 verließ er den akademischen Betrieb und folgte Anthony M. Santomero als Präsident der Federal Reserve Bank of Philadelphia.
Im Mittelpunkt der akademischen Arbeit Plossers stehen Geld- und Fiskalpolitik mit Hauptaugenmerk auf Wirtschaftswachstum und Kapitalmärkten. Er verfasste zahlreiche Arbeiten zu Konjunktur und Konjunkturzyklen, insbesondere zur Weiterentwicklung und dem Verständnis der Theorie realer Konjunkturzyklen trug er mit empirischen Zeitreihenanalysen in Zusammenarbeit mit Charles Nelson wesentlich bei.
Neben seiner akademischen Tätigkeit engagierte sich Plosser auch in verschiedenen Institutionen. Er ist Mitglied der American Economic Association, der American Finance Association und der Econometric Society. Lange Zeit war er zudem redaktionelles Mitglied des Journal of Monetary Economics. Neben seiner akademischen Tätigkeit war er parallel in beratender Funktion bei einzelnen Unternehmen und Wirtschaftsverbänden tätig.